# Låt ditt rike lysa
Låt ditt rike lysa är en psalm med text skriven 1936 av Anders Frostenson och musik skriven 1937 av Oskar Lindberg. Texten bearbetades 1986.

## Publicerad i
- Psalmer och Sånger 1987 som nr 471 under rubriken "Kyrkan och nådemedlen - Vittnesbörd - tjänst - mission".[1]